# Aeropuerto de Shizuoka

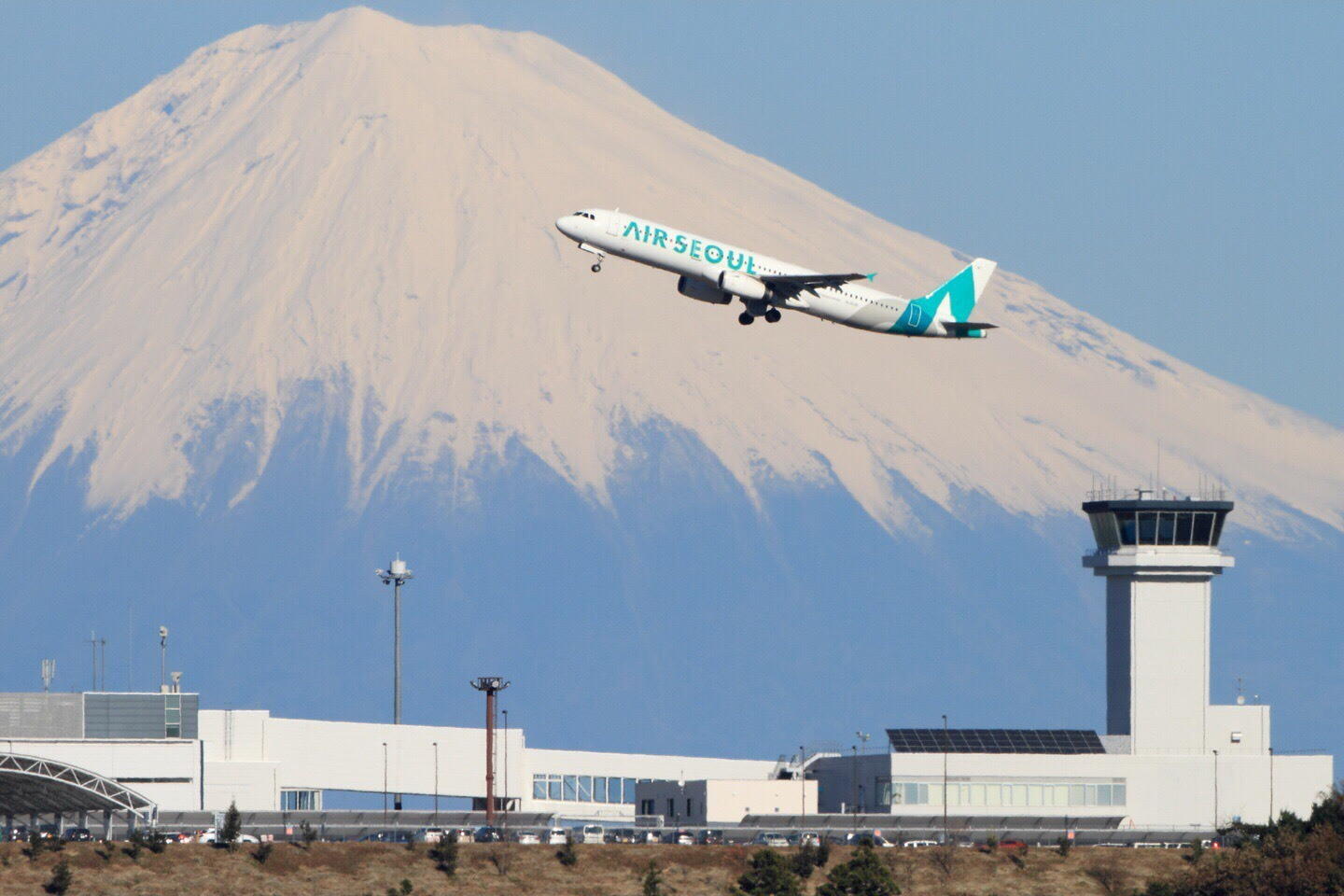
Avión de Air Seoul despegando del aeropuerto en 2017

El Aeropuerto de Shizuoka (空港 空港 Shizuoka Kūkō) (IATA: FSZ, ICAO: RJNS), también llamado Aeropuerto de Monte Fuji-Shizuoka es un campo de aviación con terminal aérea ubicado  en la prefectura de Shizuoka, Japón. Fue Inaugurado el 4 de junio de 2009 y provee servicio doméstico a Sapporo, Fukuoka, Naha (Okinawa), Komatsu, Kumamoto y Kagoshima y servicio internacional a Ningbo, Seúl, Taipéi y Shanghái. El aeropuerto está ubicado en Makinohara y Shimada. Se encuentra a 27 km (17 millas) al suroeste de la estación de Shizuoka y a unos 45 km (28 millas) de Hamamatsu, a 80 km (50 millas) del monte Fuji, a 130 km (81 millas) del aeropuerto de Nagoya, y 175 km (109 millas) de Tokio en línea recta.

## Información
Para permitir el crecimiento de los viajes aéreos a Shizuoka, Hamamatsu y el área del Monte Fuji, y para llenar el vacío entre los aeropuertos de Tokio y Nagoya, la prefectura de Shizuoka compró 190 hectáreas (470 acres) de tierra para el aeropuerto de Shizuoka. Una razón para construir este aeropuerto en este lugar en particular es que los locales y turistas no tendrán que depender de los aeropuertos congestionados de la región de Tokio. Cualquier vuelo que pase por alto la región de Tokio ayudará al tráfico aéreo en general, incluidos los vuelos internacionales directos. Al igual que el aeropuerto de Kobe, el aeropuerto de Shizuoka ha sido criticado porque el aeropuerto de Nagoya no está congestionado y también se encuentra en una fase de expansión.
Originalmente, el aeropuerto estaba programado para abrir en marzo de 2009, pero se retrasó por el acortamiento de la pista (por problemas ambientales y de ruido) de 2,500 m (8,202 pies) a 2,200 m (7,218 pies), mediante el uso de un umbral desplazado. Actualmente la pista de aterrizaje mide 2500 metros de largo y 60 metros de ancho, cuenta con una calle de rodaje paralela a la pista y 6 perpendiculares, plataforma de aviación comercial con 5 posiciones (3 de ellas con puntos de contacto), plataforma de aviación general con 3 posiciones, hangares y edificio terminal.

## Acceso y facilidades
La estación de tren más cercana es la estación de Kanaya sobre las líneas principales de Tōkaidō y Ōigawa y se localiza a unos 6 km del aeropuerto.
Tres líneas de autobuses conectan el aeropuerto con varias estaciones de ferrocarril. El tiempo requerido para el viaje es de aproximadamente 55 minutos a la estación Shizuoka, 25 minutos a la estación Shimada, 42 minutos a la estación Kakegawa parando en la estación Kikugawa, dos horas a la estación Hamamatsu y 215 minutos a la estación Kawaguchi.
El aeropuerto cuenta con estacionamiento gratuito para 2000 autos.
A pesar de que la línea de trenes Tokaido Shinkansen viaja directamente debajo del aeropuerto, no hay una estación de tren en el mismo ni se han hecho planes para construir una.

## Aerolíneas y destinos
| Aerolíneas             | Destinos                                         |
| ---------------------- | ------------------------------------------------ |
| ANA Wings              | Naha, Sapporo-Chitose                            |
| China Eastern Airlines | Shanghái-Pudong                                  |
| Fuji Dream Airlines    | Fukuoka, Izumo, Kagoshima, Sapporo-Chitose       |
| HK Express             | Hong Kong                                        |
| Jeju Air               | Seúl-Incheon                                     |
| Qingdao Airlines       | Qingdao-Jiaodong (inicia el 17 de julio de 2025) |

## Galería de fotos

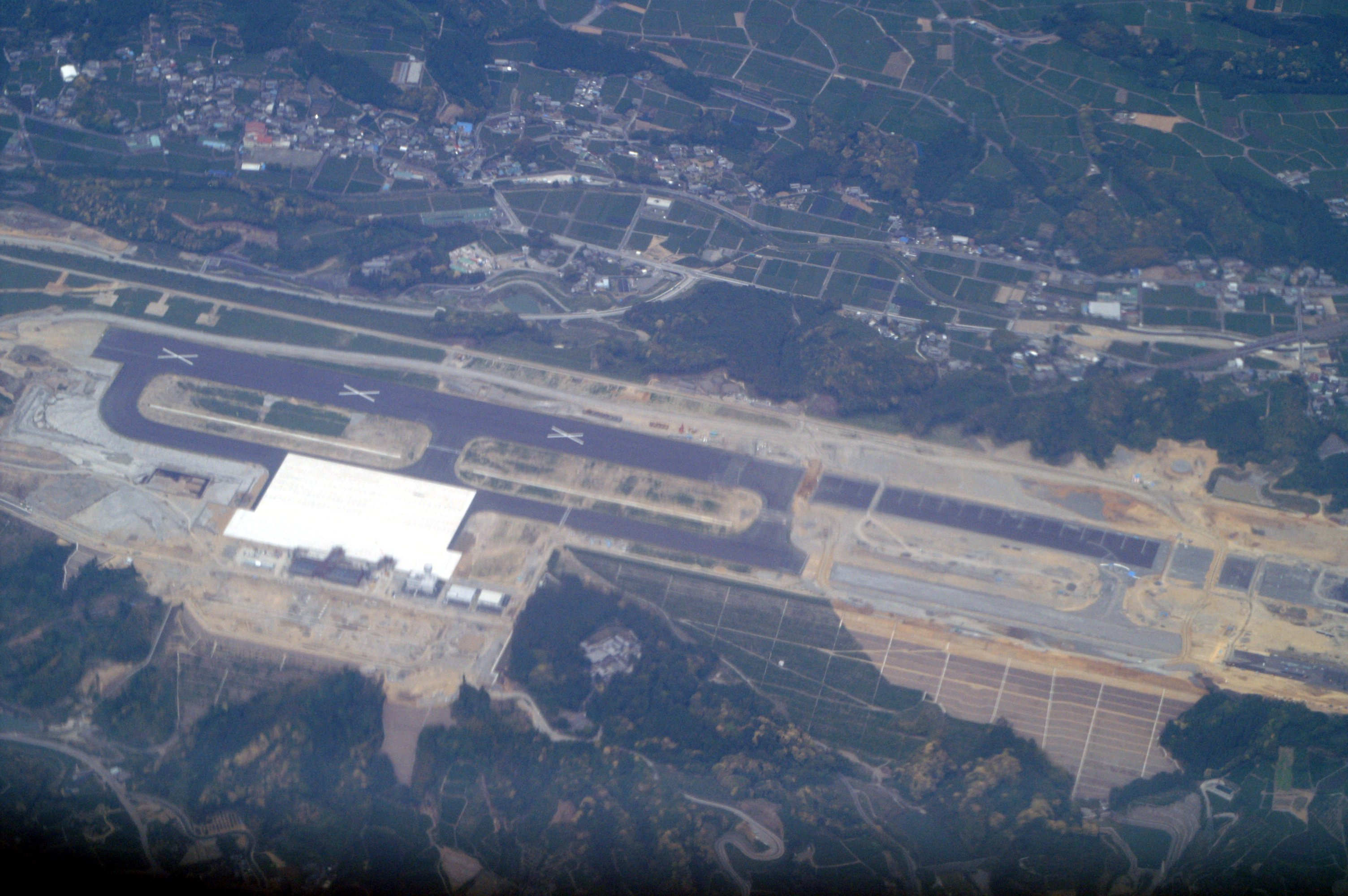
Aeropuerto de Shizuoka durante su construcción en 2008
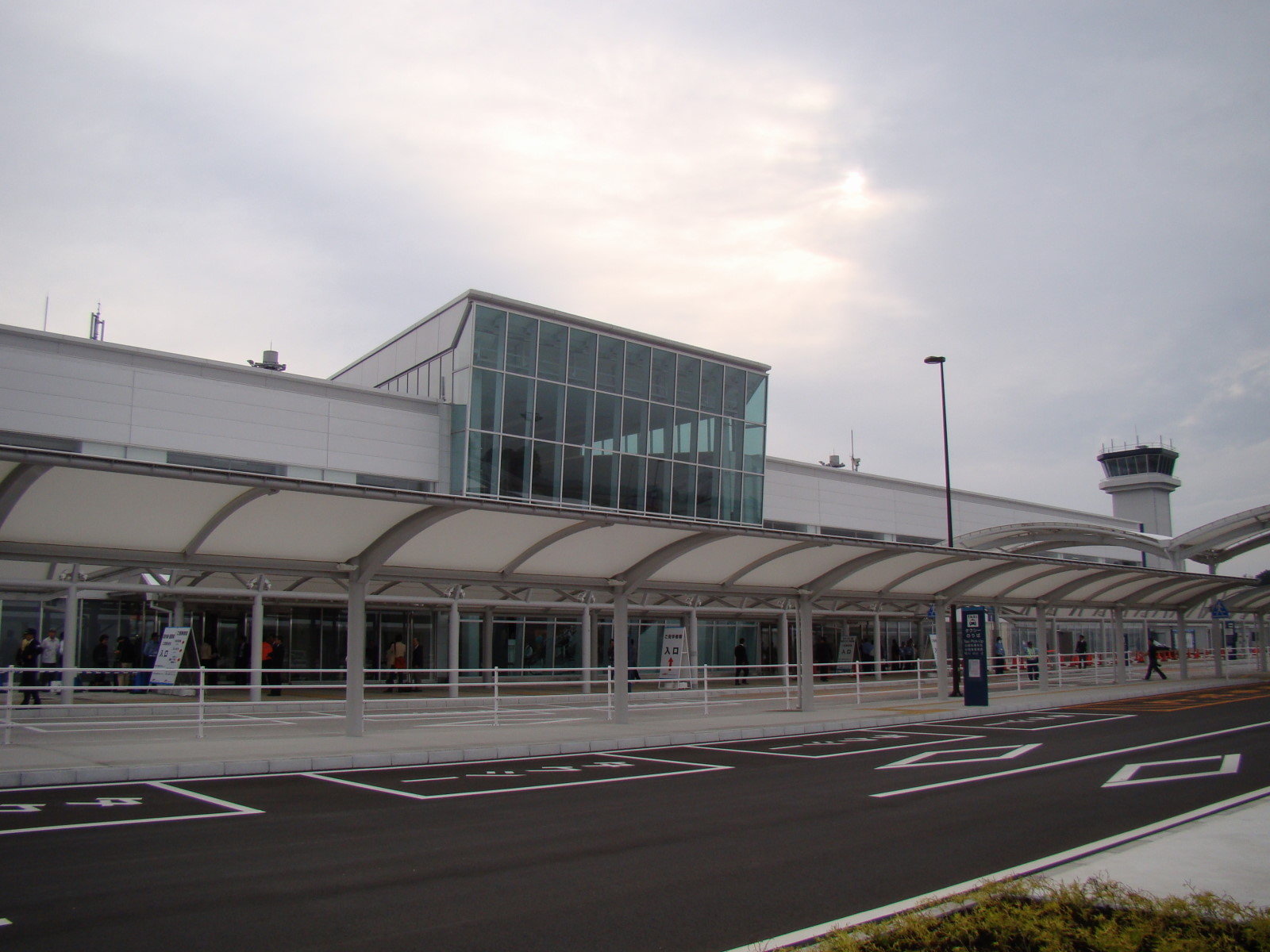
Edificio terminal en 2009
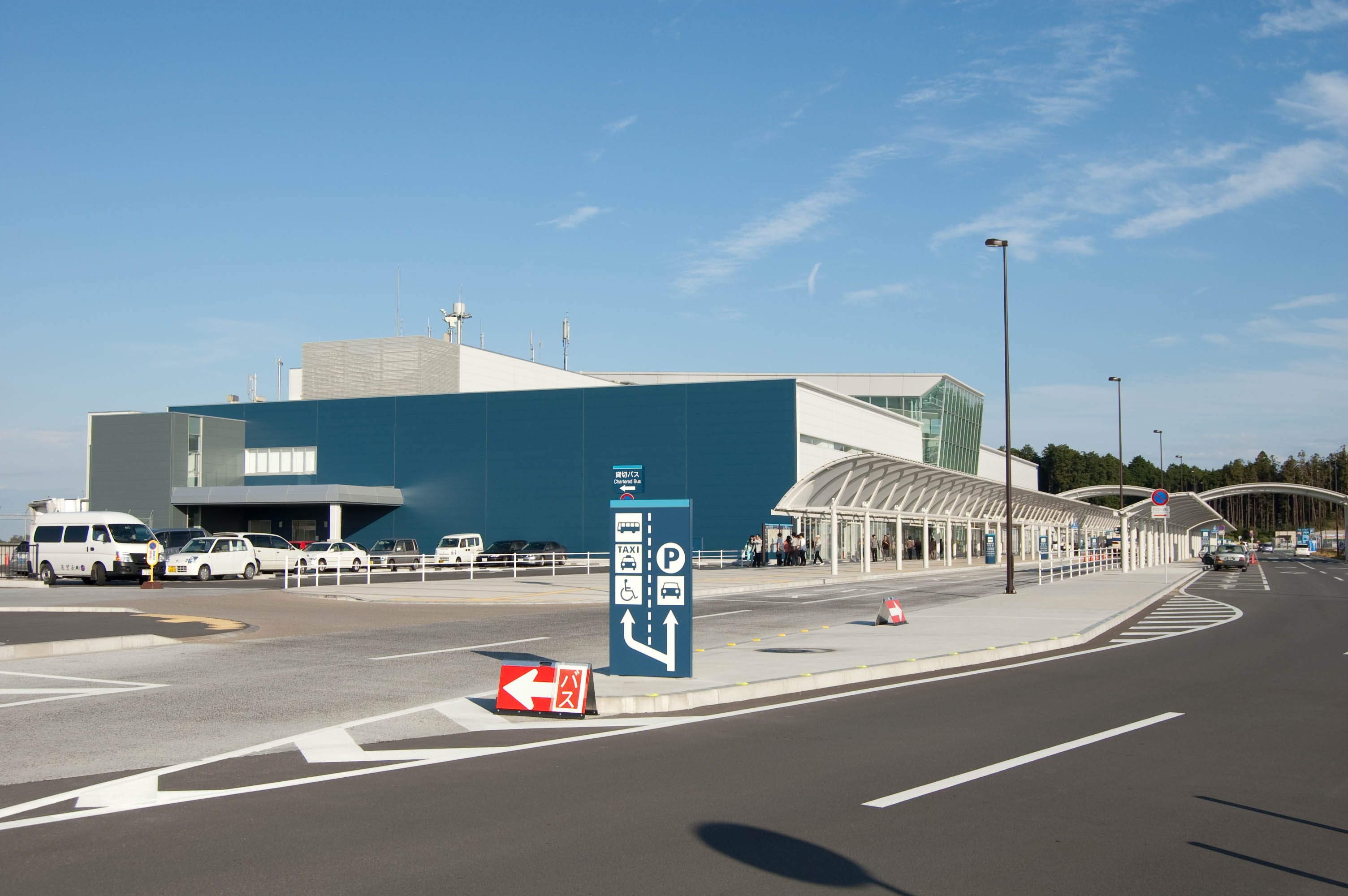
Edificio terminal visto de lado en 2009
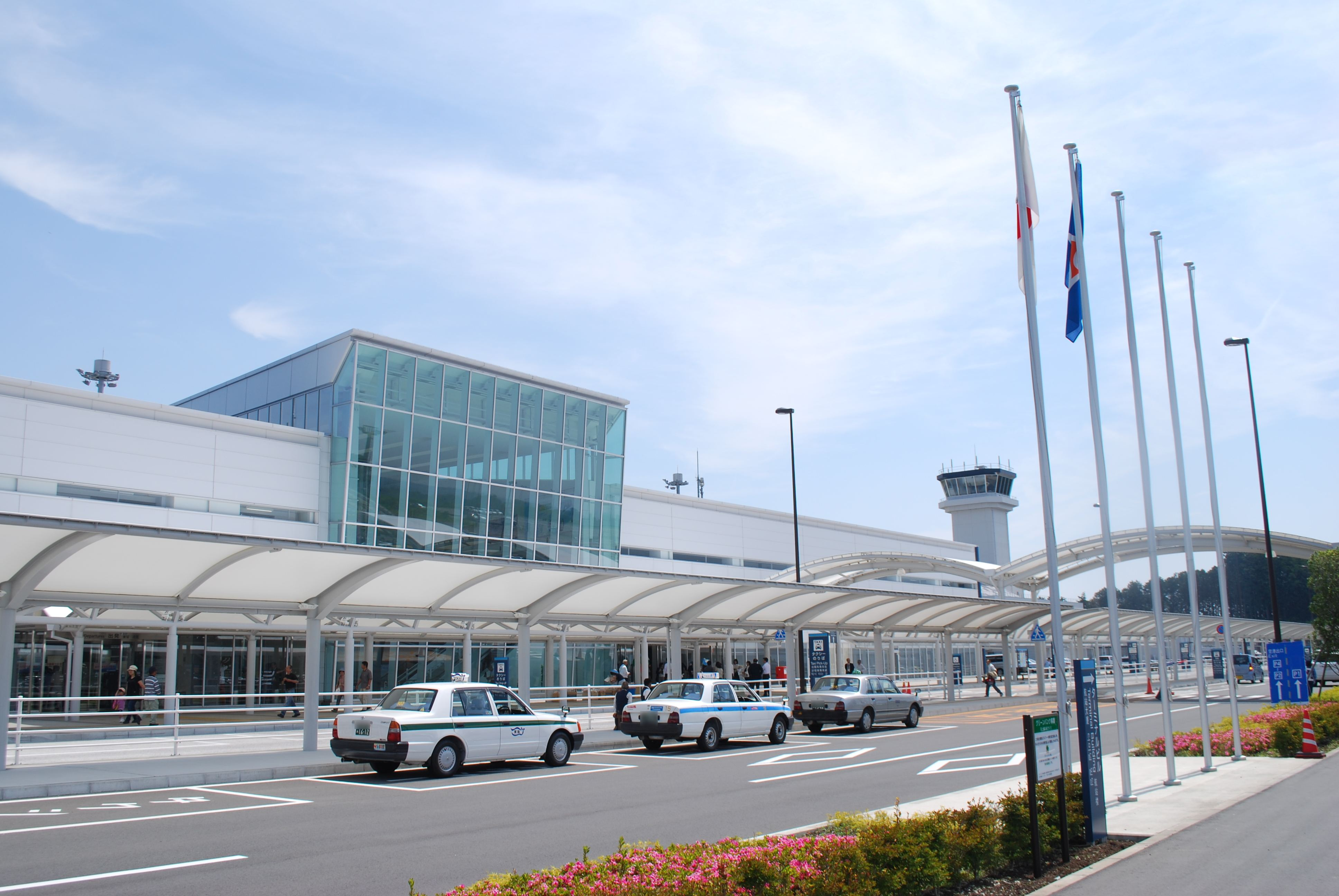
Edificio terminal en 2010
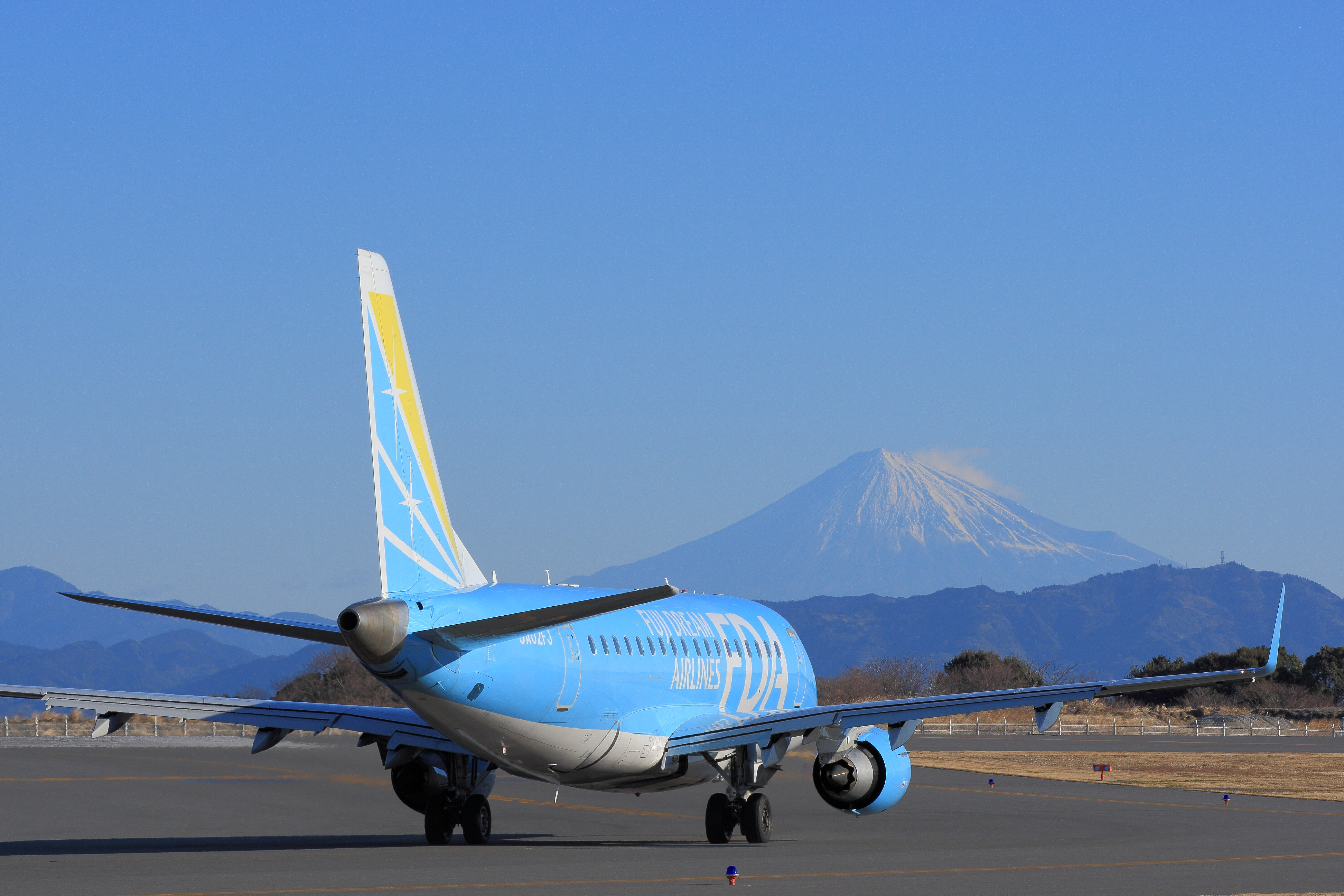
Embraer ERJ-170-STD (JA02FJ) de Fuji Dream Airlines con librea azul claro en el Aeropuerto de Shizuoka.
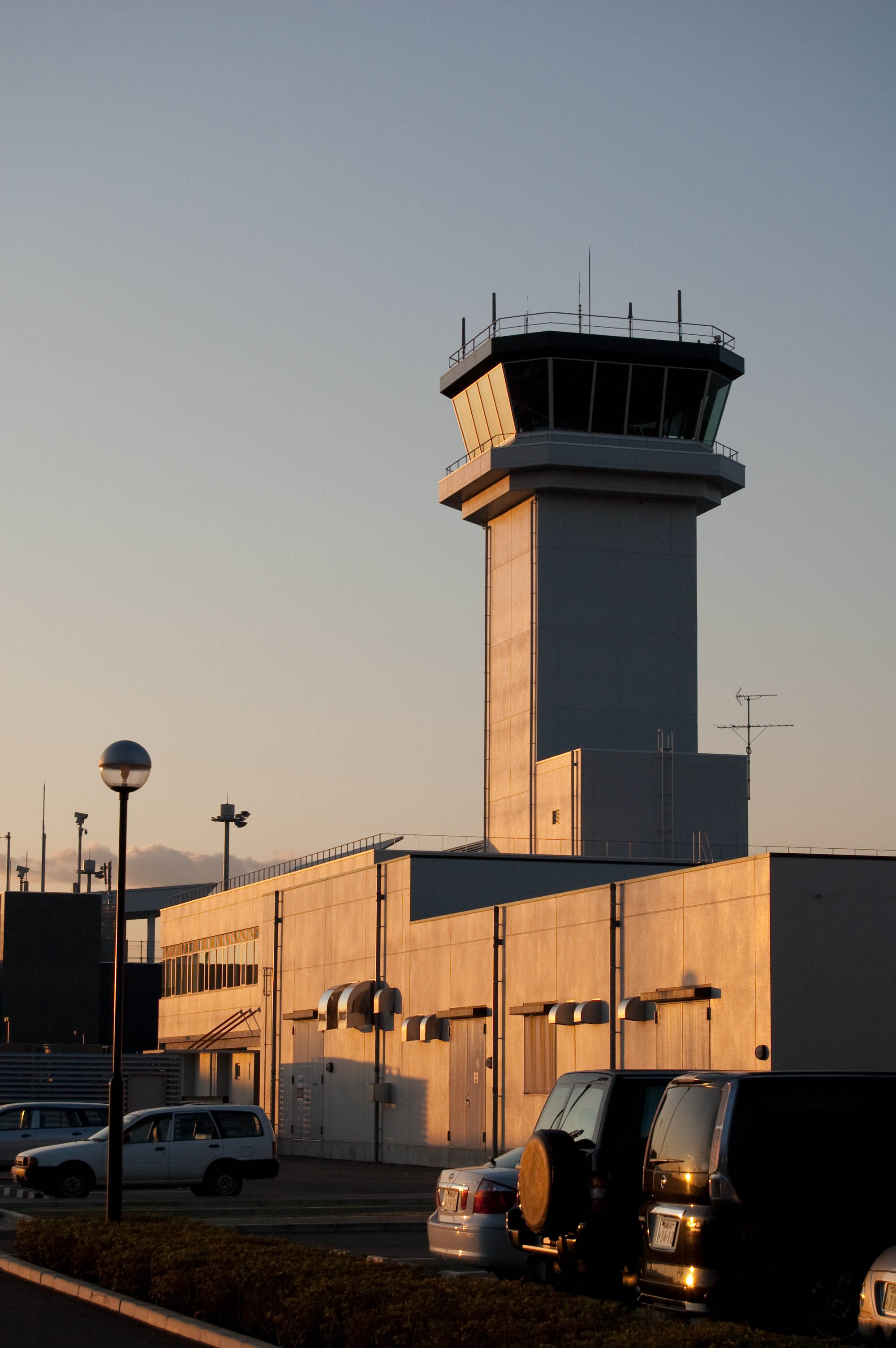
Torre de control del aeropuerto
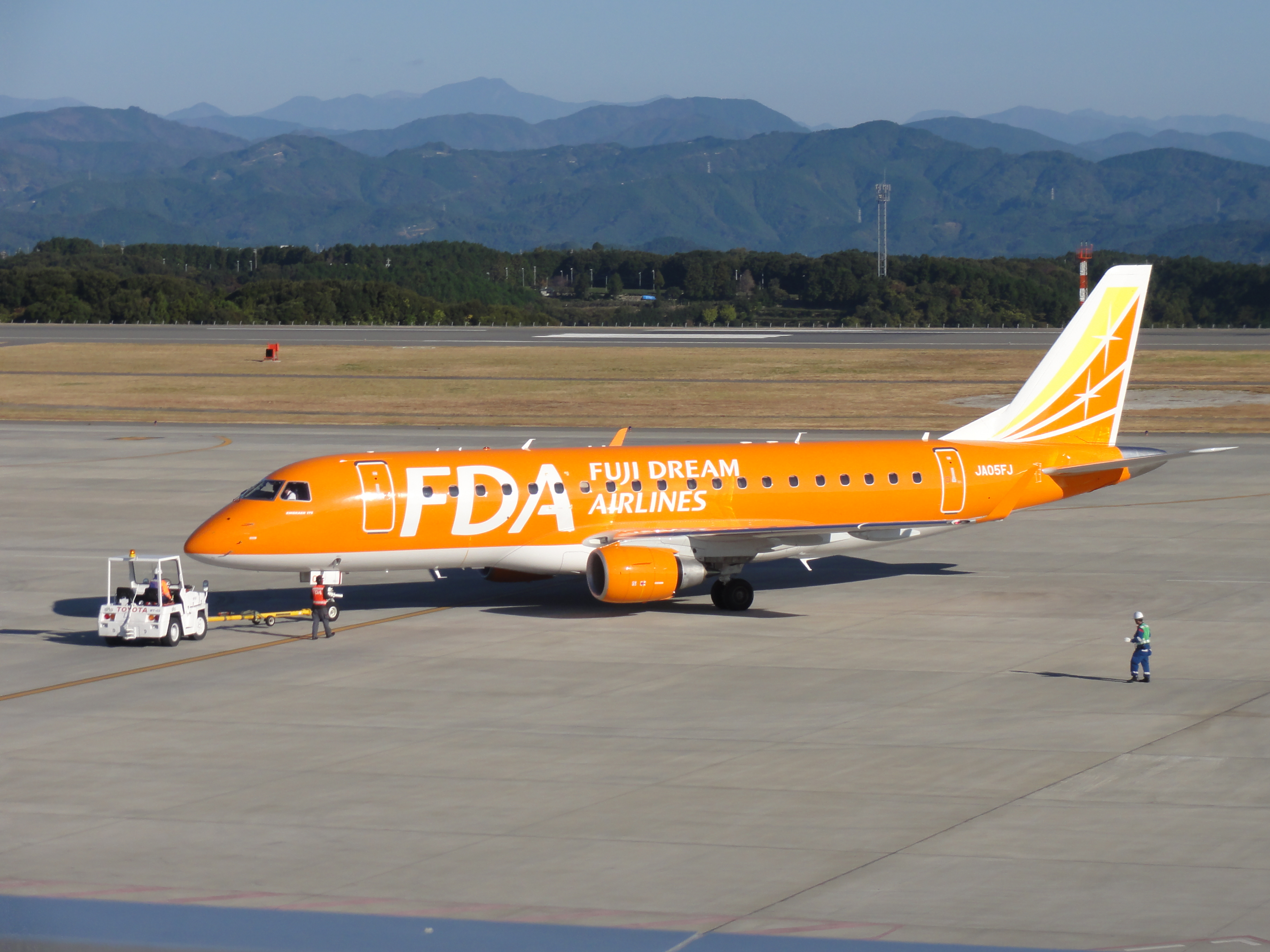
Embraer ERJ-175STD de Fuji Dream Airlines (JA05FJ) en plataforma
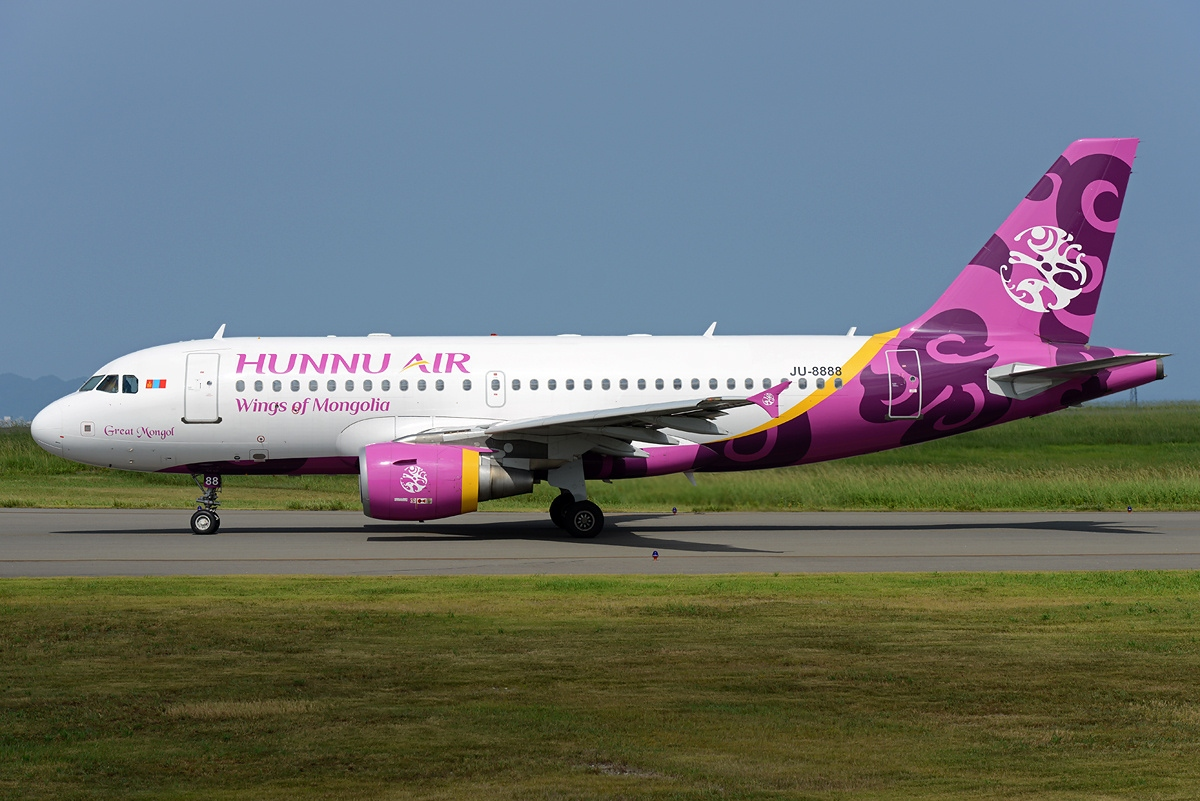
Airbus A319-112 de Hunnu Air (JU-8888) en el Aeropuerto de Shizuoka.